# Metopoceras roseifemur
Metopoceras roseifemur är en fjärilsart som beskrevs av Brandt 1939. Metopoceras roseifemur ingår i släktet Metopoceras och familjen nattflyn. Inga underarter finns listade i Catalogue of Life.